# Portugiesen
Die Portugiesen sind die Staatsbürger Portugals und deren Nachkommen, die sich in anderen Ländern als eigene Ethnie definieren. Sie sprechen zumeist die portugiesische Sprache, von einer kleinen Minderheit in den Dörfern von Miranda do Douro wird jedoch ein dem Asturleonesischen zugeordneter Dialekt (Mirandes) gesprochen, der als Minderheitensprache anerkannt wird. Die Portugiesen sind in ihrer Mehrheit Katholiken. Den Portugiesen kulturell und sprachlich nahestehend sind die Galicier, die in Nordwestspanien leben.

## Geschichte der Bevölkerung
siehe auch: Geschichte Portugals
Das Gebiet des heutigen Portugals wurde im Altertum vor der Eroberung durch die Römer von den eine indogermanische Sprache sprechenden, in ihrer genaueren sprachlichen Zuordnung jedoch umstrittenen Lusitaniern, von keltischen Gruppen sowie im Süden von den sprachlich-kulturell mit der Zivilisation von Tartessos verwandten Cynetes oder Conii bewohnt.
Nach der Eroberung durch die Römer und der Eingliederung ins Römische Reich gehörte der größte Teil des Gebietes zur Provinz Lusitanien, der Norden aber zur Provinz Tarraconensis bzw. seit dem späten 3. Jahrhundert zur Gallaecia. Das Gebiet wurde von Siedlern aus anderen Teilen des Reiches kolonisiert und sprachlich weitgehend romanisiert. Zur Zeit der Völkerwanderung siedelten sich die germanischen Westgoten und Sueben hier an.
Vom 8. bis zur ersten Hälfte des 13. Jahrhunderts stand ein großer Teil des Landes unter maurischer Herrschaft. Der maurische Einfluss war in Portugal stärker als in anderen europäischen Ländern, sie hatten einen großen Anteil an der Blüte von Handwerk und Landwirtschaft im frühen Mittelalter. Nach der Reconquista wurden die Mauren teils vertrieben, zum größten Teil jedoch versklavt. Die Juden, die im Mittelalter einen erheblichen Anteil an der Bevölkerung bildeten, wurden wie die verbliebene muslimische Bevölkerung gezwungen, das Christentum anzunehmen.

## Auswanderung

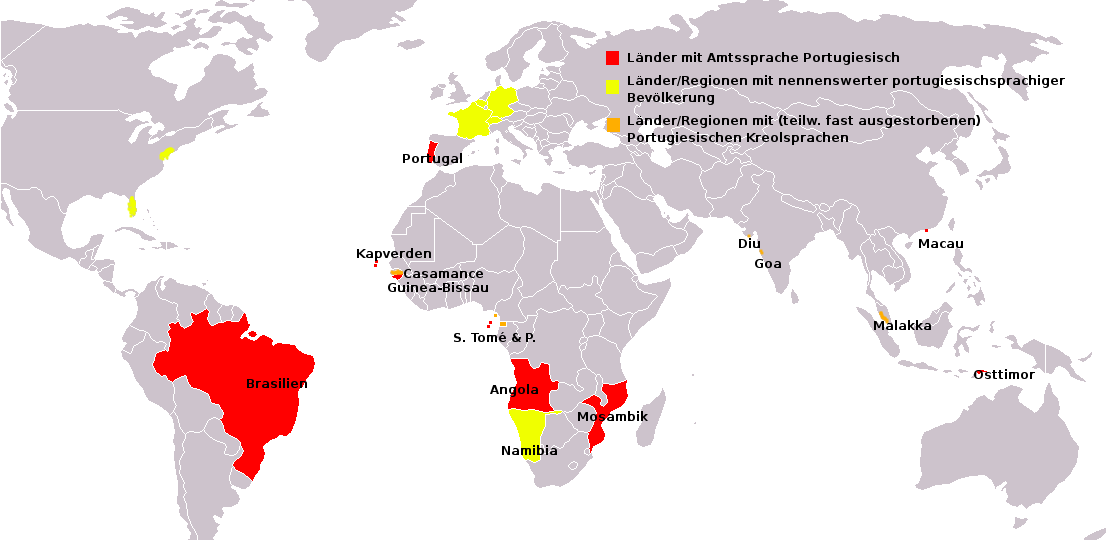
Die Verbreitung der portugiesischen Sprache

Aufgrund der Armut im Mutterland war Portugal über Jahrhunderte ein Auswanderungsland. Hauptziel war Brasilien, aber auch in den afrikanischen Kolonien siedelten Portugiesen bis zu der deren Unabhängigkeit. Weitere Ziele waren die klassischen Einwandererländer USA, Kanada und Argentinien, ab der zweiten Hälfte des 20. Jahrhunderts auch mehrere westeuropäische Staaten.

### Portugiesen in Europa
In Frankreich lebten im Jahr 2013 ca. 644.000 portugiesische Staatsbürger und insgesamt 1,25 Millionen portugiesischstämmige Menschen. Statistische Zahlen aus anderen europäischen Länder sind: Andorra (10,2 % der Wohnbevölkerung), das Vereinigte Königreich (etwa 500.000 portugiesische Staatsbürger und Portugiesischstämmige), Luxemburg (92.100 portugiesische Staatsbürger, mit 16,3 % der Gesamtbevölkerung die größte Ausländergruppe), die Schweiz (159.700 portugiesische Staatsbürger) und Spanien (141.000 portugiesische Staatsbürger).
In Deutschland lebten 2004 knapp 117.000 und 2007 114.552 portugiesische Staatsbürger. Am 17. März 1964 wurde unter dem Kabinett Erhard I das Anwerbeabkommen zwischen der Bundesrepublik Deutschland und Portugal unterzeichnet. Der Portugiese Armando Rodrigues de Sá wurde 1964 offiziell als der millionste „Gastarbeiter“ in Deutschland begrüßt und bekam zu diesem Anlass ein Moped geschenkt.

### Portugiesen in den ehemaligen Kolonien des 20. Jahrhunderts

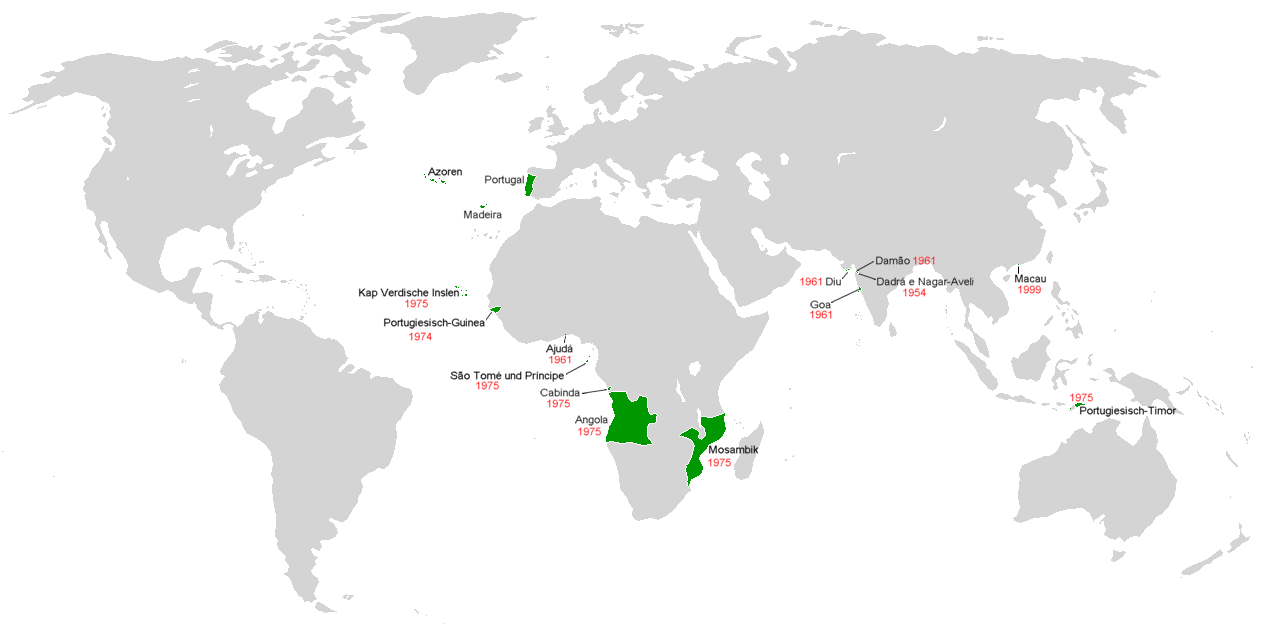
Kolonien Portugals im 20. Jahrhundert. Rot das Jahr des Verlustes

Auch in die ehemaligen Kolonien Portugals sind sehr viele Portugiesen ausgewandert. In den ehemaligen Kolonien bilden Portugiesen nationale Minderheiten der Einwohner. In einigen bilden Mischbevölkerungen mit der ursprünglichen Bevölkerung große Anteile der heutigen Einwohner:
- Angola: 40.000, 100.000 Mestiços[6] Siehe auch: Liste in Angola geborener Persönlichkeiten aus Portugal
- Goa/Indien: kleine Minderheit
- Guinea-Bissau: kleine Minderheit[6]
- Kapverdische Inseln: 1 %, 71 % Mestiços[6]
- Macau: 24,9 % Macaense (Mischbevölkerung mit Chinesen), 3 % Portugiesen[6]
- Mosambik: 20.000[6]
- Osttimor: Mestiços, 700 Einwohner nennen Portugiesisch als Muttersprache.
- São Tomé und Príncipe: Mestiços[7] und kleine portugiesische Minderheit.[6]

### Portugiesen in den anderen Staaten der Welt

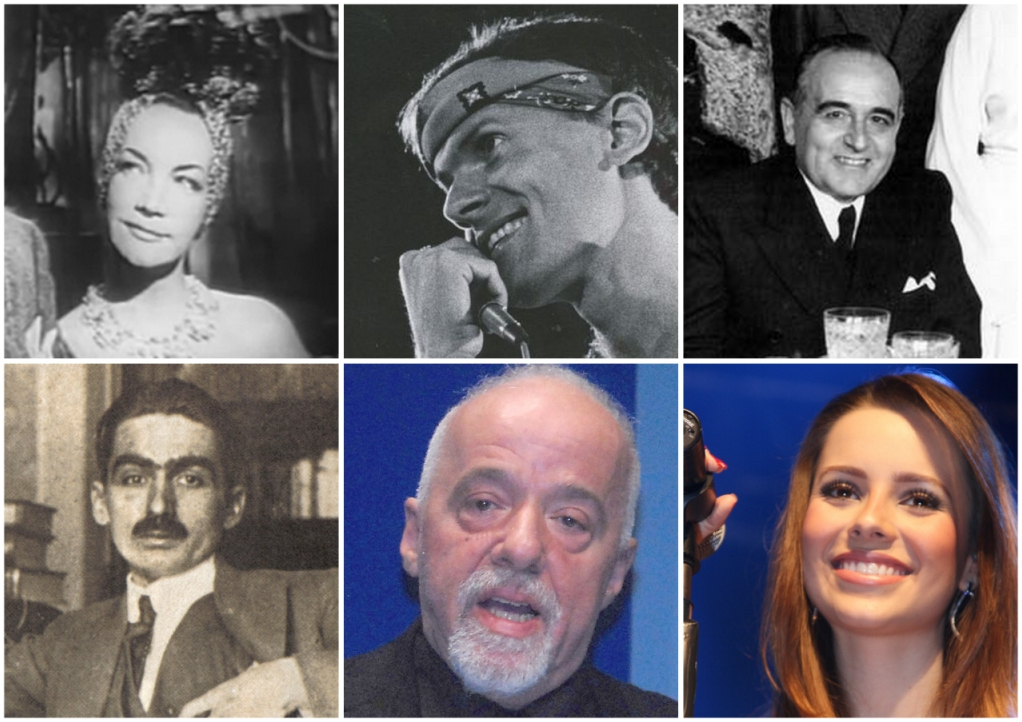
Portugiesische Brasilianer

In der ehemaligen Kolonie Brasilien vermischten sich die Portugiesen zumeist mit anderen Europäern, Indianern und Afrikanern. Von ungefähr 35 Millionen Brasilianern war zumindest einer der Großeltern Portugiese. Aber auch in anderen alten Kolonialgebieten sind Spuren portugiesischer Bevölkerung zu finden. Ebenso in vielen der klassischen Einwanderungsländer.
- Argentinien: 30.000 portugiesische Staatsbürger
- Aruba und Curaçao
- Australien: 55.000 portugiesische Staatsbürger
- Kanada: ca. 480.000 portugiesischstämmige Einwohner,[8] 0,7 % der Bevölkerung sprechen Portugiesisch[6]
- Malaysia: ca. 1000 sprechen malaiisch-portugiesisches Kreolisch
- Namibia: ca. 5.000 portugiesischstämmige Einwohner, davon unter 500 portugiesische Staatsbürger
- Sri Lanka: 30.000
- Simbabwe
- Südafrika: 400.000
- Venezuela: 172.266 portugiesische Staatsbürger (2015), ca. 400.000 portugiesischstämmige Einwohner
- Vereinigte Arabische Emirate (Dubai)
- Vereinigte Staaten: so genannte Luso Americans, 162.121 portugiesische Staatsbürger (2021), ca. 1 Mio. portugiesischstämmige und ca. 9 Mio. weitläufig portugiesischstämmige Einwohner